# Korla Awgust Kocor

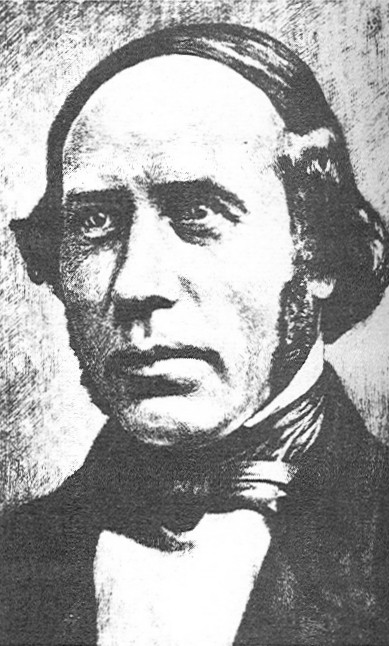
Korla Awgust Kocor

Korla Awgust Kocor (wym. [ˈkɔʀla ˈawgust ˈkɔtsɔʀ]; niem. Karl August Katzer; ur. 3 grudnia 1822 we wsi Zahor – zm. 19 maja 1904 w Ketlicach k. Lubija) – łużycki kompozytor i działacz narodowy, z zawodu nauczyciel. W dzieciństwie uczył się gry na skrzypcach, fortepianie oraz teorii muzyki. Podczas studiów w seminarium nauczycielskim w Budziszynie został w 1839 uczniem Carla Eduarda Heringa, miejscowego organisty i kompozytora, który był przyjacielem Roberta Schumanna.
W 1842 objął posadę nauczyciela we wsi Stróža, gdzie rozpoczął komponowanie pieśni. W 1844 poznał Handrija Zejlera, łużyckiego poetę i muzyka-amatora zafascynowanego rodzimym folklorem. Współpraca Kocora z Zejlerem przyniosła efekty w postaci oratoriów, stylizowanych na łużyckie obrzędy ludowe. Największym sukcesem Kocora było oratorium „Serbski kwas” (Łużyckie wesele). Jest też autorem narodowej opery łużyckiej „Jakub a Kata” (Jakub i Kasia), pieśni patriotycznych oraz muzyki instrumentalnej.
W roku 1852 otrzymał nominację na stanowisko kantora w Ketlicach koło Libawy. W 1860 założył serbołużyckie towarzystwo śpiewacze „Lumir”. W 1862 dyrygował fragmentami swoich oratoriów w Dreźnie. W roku 1888 przeszedł na emeryturę i oddał się kompozycji. W latach 1895–97 był prezesem wydziału muzycznego Macierzy Łużyckiej (grnłuż. Maćica Serbska). W 1901 wskutek choroby oczu zmuszony był zaprzestać komponowania. Ostatni swój utwór (Laetare podyktował swojemu przyjacielowi, muzykowi i nauczycielowi, Korli Awgustowi Fiedlerowi).

## Styl

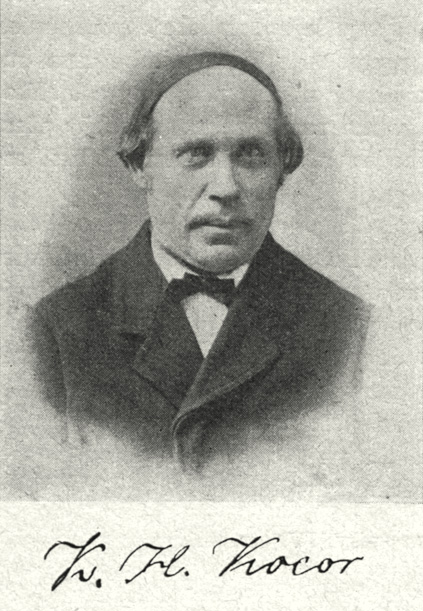
Korla Awgust Kocor – fotografia z autografem kompozytora

W twórczości muzycznej Kocora łączy się stylistyka romantyczna z całym bogactwem zaczerpniętym z folkloru serbołużyckiego z klasycystycznymi rozwiązaniami typowymi dla muzyki Josepha Haydna. Mimo że dysponował bardzo zawężonym aparatem wykonawczym, odegrał ogromną rolę w życiu muzycznym swojego narodu. Rozwinął środki muzyczne związane ze śpiewem i deklamacją tekstu w języku górnołużyckim. Stał się autorem pieśni, które zyskały ogólnonarodową popularność; jest wreszcie autorem muzyki serbołużyckiego hymnu narodowego Rjana Łužica.
Autorem monografii życia i twórczości K.A. Kocora (przetłumaczonej przez A. Brankačka na górnołużycki i wydanej w Budziszynie) jest polski muzykolog, Zbigniew Kościów.

## Dzieła
Oratoria
- Serbski kwas (Łużyckie wesele), 1849/50
- Žně (Żniwa), 1849/83
- Nalěćo (Wiosna), 1860
- Wěnc hórskich spěwow (Wieniec pieśni górskich), 1860
- Israelowa zrudoba a tróšt (Smutek i pociecha Izraela), 1861
- Podlěćo (Lato), 1883
- Nazyma (Jesień), 1886
- Zyma (Zima), 1889
- So zwoni měr (Dzwonią dzwoneczki pokoju), 1891
- Serbski rekwiem (Rekwiem serbołużyckie), 1894

Sceniczne
Opera:
- Jakub i Kasia (Jakub a Kata), 1871

Śpiewogra:
- Wodnik (Wodźan), 1896

Utwory instrumentalne
- Trzy sonatiny na skrzypce i fortepian, 1850
- Trio klawesynowe, 1873
- Kwartet smyczkowy, 1879
- Trzy serbołużyckie pieśni narodowe, 1879
- Serenada, na skrzypce, altówkę i wiolonczelę, 1889